# Chickens (film fra 1921)
Chickens er en amerikansk stumfilm fra 1921 af Jack Nelson.

## Medvirkende
- Douglas MacLean som Deems Stanwood
- Gladys George som Julia Stoneman
- Claire McDowell som Rebecca
- Charles Hill Mailes som Dan Bellows
- Raymond Cannon som Willie Figg
- Willis Marks som Philip Thawson
- Al W. Filson som Decker